# Shinji Takahashi
Pour les articles homonymes, voir Takahashi.
Shinji Takahashi est né à Tokyo en 1951.
C'est un cadreur indépendant diplômé de l'école des beaux-Arts Tama de Tokyo.
Il signe avec Le Cri du cœur présenté en compétition à Vesoul un de ses premiers documentaires de longue durée.